# Genci Cakciri
Genci Cakciri (* 26. Mai 1982 in Tirana) ist ein ehemaliger albanischer Tennisspieler und Tennistrainer.

## Werdegang
Cakciri gewann zwischen 2003 und 2006 viermal in Folge die albanische Meisterschaft. 2007 nahm er an der Sommer-Universiade in Bangkok teil und erreichte im Einzel die dritte Runde, wo er gegen den Russen Pawel Tschechow verlor.
Im Mai 2010 war er Mitglied der neu formierten albanischen Davis-Cup-Mannschaft, verlor aber alle fünf Spiele, wovon vier Doppel-Partien waren. Seither spielte Cakciri nicht mehr im Davis Cup.
Seit Januar 2005 ist er albanischer Nationaltrainer der Junioren.